# Car and Driver
Car and Driver (llamada Sports Cars Illustrated hasta 1951) es una revista sobre automóviles editada en Estados Unidos desde el año 1955. Se edita en diversos países, entre ellos, España, donde nació hace 24 años (en 1995).
La revista fue propiedad de Ziff-Davis desde 1956 hasta 1985. Luego pasó a manos de CBS Magazines, luego renombrada Diamandis. En 1988, Hachette Filipacchi compró dicha empresa, y en 2011 esta fue adquirida por Hearst.
Desde 1983, cada año se publica una "Lista de los Diez Mejores Automóviles" (en inglés: Ten Best Car List), y desde 2001 una "Lista de las Cinco Mejores Camionetas" (Five Best Trucks List). Car and Driver es conocida por sus críticas ácidas, en particular a los todoterrenos.